# Virgiliu-George Vlăescu
Virgiliu-George Vlăescu (n. 20 iunie 1969) este un teolog ortodox, ales în 2024 senator din partea partidului Alianța pentru Unirea Românilor (AUR).

## Tinerețe și educație
Virgiliu-George Vlăescu s-a născut pe 20 iunie 1969 în Republica Socialistă România. Vlăescu este „un teolog care promovează intens multe teorii pseudomedicale pe diferite site-uri de extremă dreaptă”.

## Înainte de politică
Este sau a fost acționar la o clinică pseudomedicală. Asociația ACCEPT l-a acuzat în noiembrie 2024 de afirmații homofobe. Asociația a afirmat că „discursul său se bazează pe interpretări greșite și referințe pseudoștiințifice”. Pentru propagarea homofobiei a fost condamnat la o amendă de cinci mii de lei.
Revista VICE a afirmat în martie 2015 că o carte a lui conține „un amalgam de argumente pseudoștiințifice și alarmiste, niște statistici din 1970, niște studii făcute în 1995 și multă ură viscerală și spaimă împotriva unor oameni care pur și simplu au o preferință sexuală diferită”.
A promovat tratamente neautorizate privitoare la COVID-19, fiind descris drept „un promotor al pseudomedicinei și un adept al mișcării antivacciniste”. Este asociat la un website care vindea o revistă cu legionarul Valeriu Gafencu.

## Carieră politică

### Senator (2024–prezent)

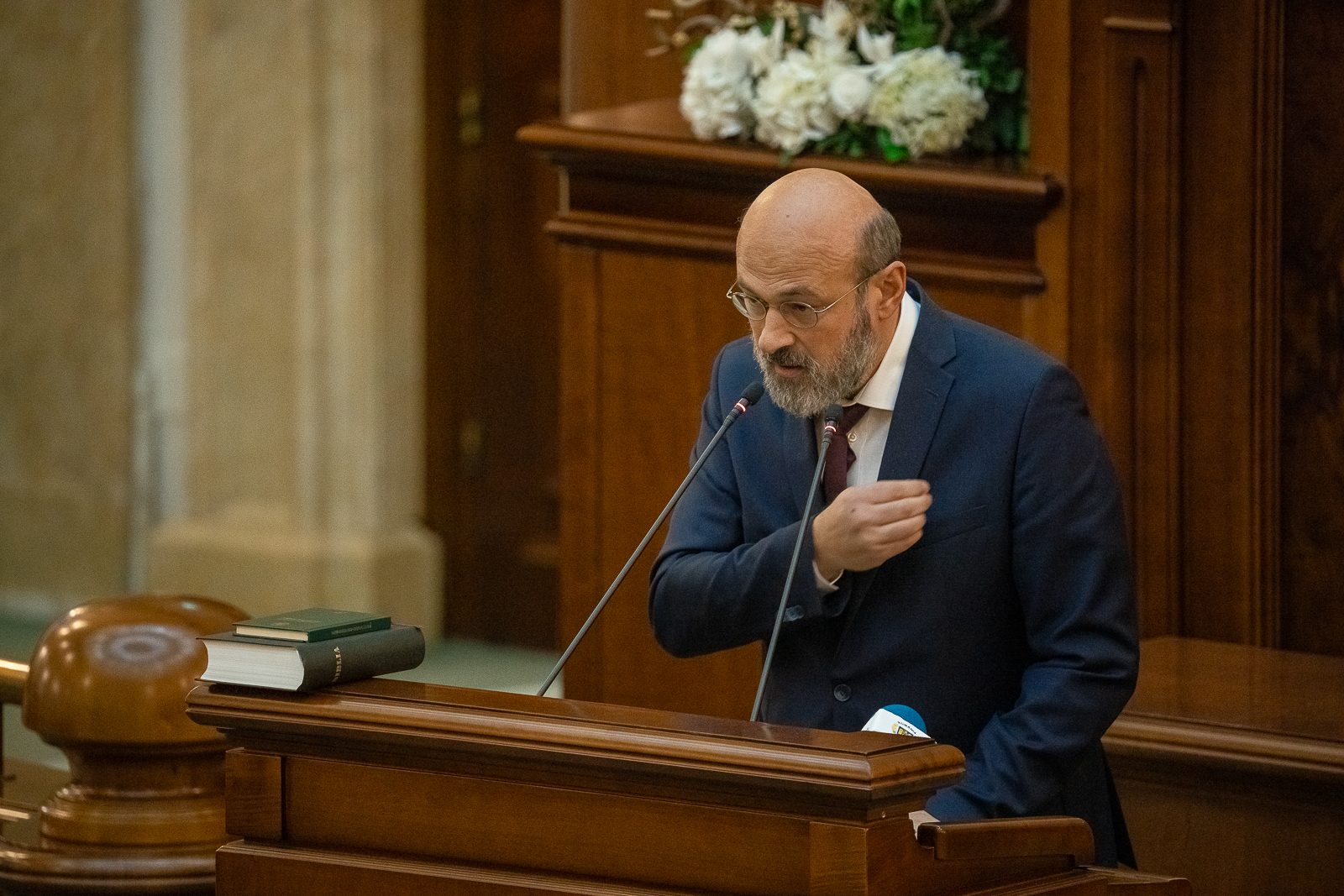
Vlăescu depunând jurământul în Senat, 21 decembrie 2024

În urma alegerilor parlamentare din 2024 pe 1 decembrie, Vlăescu a fost ales membru al Senatului României de județul Suceava din partea partidului Alianța pentru Unirea Românilor (AUR). Din decembrie 2024 este președintele Comisiei pentru tineret și sport și membru al Comisiei pentru pentru învățământ, știință și inovare din Senatul României.